# Бандоран
Бандоран (англ. Bundoran; ірл. Bun Dobhráin) — (мале) місто в Ірландії, знаходиться в графстві Донегол (провінція Ольстер).

## Демографія
Населення — 1 964 людини (за даними перепису 2006 року). В 2002 році населення складало 1 842 людей. При цьому, населення в межах міста (legal area) було 1 706 людей, населення передмістя (environs) — 258.
Дані перепису 2006 року:
| Загальні демографічні показники' |               |                           |                           |      |      |
| Усе населення                    | Усе населення | Зміни населення 2002–2006 | Зміни населення 2002–2006 | 2006 | 2006 |
| 2002                             | 2006          | люд.                      | %                         | чол. | жін. |
| 1 842                            | 1 964         | 122                       | 6,6                       | 945  | 1019 |

У наведених нижче таблицях сума всіх відповідей (стовпець «сума»), як правило, менше загального населення населеного пункту (стовпець «2006»).
| Релігія (Тема 2 — 5 : Кількість людей за релігіями, 2006) |             |              |             |            |       |       |
| Католики, люд.                                            | Католики, % | Інша релігія | Без релігії | не вказано | сума  | 2006  |
| 1 715                                                     | 87,3        | 124          | 90          | 35         | 1 964 | 1 964 |

| Етно-расовий склад (Етнічність. Тема 2 — 3 : Постійне населення за етнічним чи культурним походженням, 2006) |            |           |                          |        |      |            |       |       |
| Білі ірландці                                                                                                | Лухт-шулта | Інші білі | Негри або чорні ірландці | Азіати | Інші | не вказано | сума  | 2006  |
| 1 553 | 0          | 165       | 4                        | 23     | 13   | 51         | 1 809 | 1 964 |
| Частка від всіх відповівших на запитання, %                                                                  |            |           |                          |        |      |            |       |       |
| 85,8 | 0,0        | 9,1       | 0,2                      | 1,3    | 0,7  | 2,8        | 100   | 92,11 |

1 — частка відповівших на питання про мову від усього населення.
| Володіння ірландською мовою (Тема 3 — 1 : Кількість людей від 3-х років і старше за здатністю говорити ірландською мовою, 2006) |       |            |       |       |
| Чи володієте Ви ірландською мовою?                                                                                              |       |            |       |       |
| Так | Ні    | не вказано | сума  | 2006  |
| 685 | 1 170 | 51         | 1 906 | 1 964 |
| Частка від всіх відповівших на запитання про мову, %                                                                            |       |            |       |       |
| 35,9 | 61,4  | 2,7        | 100   | 97,01 |

1 — частка відповівших на питання про мову від усього населення.
| Використання ірландської мови (Тема 3 — 2 : Irish speakers aged 3 or over by frequency of speaking Irish, 2006) |                                                  |                                          |                                          |                                          |                                          |                                          |      |                                           |       |
| Як часто і де Ви розмовляєте ірландською?                                                                       |                                                  |                                          |                                          |                                          |                                          |                                          |      |                                           |       |
| щоденно, тільки в освітніх закладах                                                                             | щоденно, як в освітніх закладах, так і поза ними | в інших місцях (поза освітньою системою) | в інших місцях (поза освітньою системою) | в інших місцях (поза освітньою системою) | в інших місцях (поза освітньою системою) | в інших місцях (поза освітньою системою) | сума | усього, відповідавших на питання про мову | 2006  |
| щоденно, тільки в освітніх закладах                                                                             | щоденно, як в освітніх закладах, так і поза ними | щоденно                                  | кожен тиждень                            | рідше                                    | ніколи                                   | не вказано                               | сума | усього, відповідавших на питання про мову | 2006  |
| 213 | 3                                                | 14                                       | 42                                       | 245                                      | 153                                      | 15                                       | 685  | 1 906                                     | 1 964 |
| Частка від всіх відповівших на запитання про мову, %                                                            |                                                  |                                          |                                          |                                          |                                          |                                          |      |                                           |       |
| 11,2 | 0,2                                              | 0,7                                      | 2,2                                      | 12,9                                     | 8,0                                      | 0,8                                      | 35,9 | 100                                       |       |

| Типи приватних помешкань (Тема 6 — 1(a): Кількість приватних домоволодінь за типом розміщення, 2006) |          |         |                  |            |      |       |
| Окремий будинок                                                                                      | Квартира | Кімната | Мобільні будинки | не вказано | сума | 2006  |
| 623                                                                                                  | 36       | 2       | 4                | 16         | 681  | 1 964 |